# Телепнёв, Ефим Григорьевич
Ефим Григорьевич Телепнёв (до 1570 — 8 декабря 1636) — русский государственный деятель, московский дворянин (1615), думный дьяк Посольского приказа (1626), брат думного дьяка Василия Григорьевича Телепнёва.

## Биография
Впервые упомянут подьячим (1595), дьяк, скрепил десятню по Торопцу (1605), верстал торопецких и холмских дворян и детей боярских (1606), дьяк в Новгороде (1608—1609). Должен был передать Корелу (сов. г. Приозёрск) с уездом шведам, в соответствии с Выборгским договором (1609). В начале (1610) присоединился к русско-шведской армии, приближавшейся к Москве под командованием князя Михаила Васильевича Скопина-Шуйского. Помогал князю советами в ведении переговоров со шведами относительно помощи их Москве против «Тушинского вора», так и сообщениями сведений насчёт настроений новгородцев, о возможной и вероятной их измене, и он же подал совет уйти из Новгорода, прихватив с собой казну, притом сам сопровождал М. В. Скопина-Шуйского, когда последний, по усиленной просьбе покаявшихся новгородцев, вновь пришёл к ним, а вместе с ним вернулся и Е. Г. Телепнёв. После трагической смерти окольничего М. И. Татищева (подозреваемый в измене был растерзан толпою) Ефим Григорьевич сделал опись всему оставшемуся после него имуществу. Вместе с братом В. Г. Телепнёвым, участвовал в переговорах с гетманом Жолкевским о признании королевича Владислава русским царём (1610), прочитал при его же участии составленные условия с русской стороны, часть которых Жолкевский вскоре и подписал.
Возглавлял Денежный двор в Москве (1610—1626), был обвинён в присвоении казны и сидел «за приставом» (1611). Руководил приказами: Печатным (1613—1626), Казённым (1613), Печатного книжного дела (1619—1629), Золотой палатой (1626—1629), Посольским приказом (1626—1630). Подписал Утверждённую грамоту об избрании на царство Михаила Фёдоровича Романова (1613). Член русского великого посольства, проводившего переговоры с польско-литовской делегацией близ Смоленска (осень 1615-февраль 1616).
Ефим Григорьевич Телепнёв возглавил Посольский приказ (22 декабря 1626) в период формирования широкой антигабсбурской коалиции в Европе в ходе Тридцатилетней войны. Фактически вся внешняя политика России находилась под руководством патриарха Филарета Никитича Романова. Именно он заменил И. Т. Грамотина Е. Г. Телепнёвым во главе Посольского приказа. Перед новым главой стаяла задача сформировать антипольскую и антигабсбургскую коалицию. Основными партнёрами России на Западе были: Англия, Дания, Швеция, Голландия, а на Востоке — Турция и Персия, с кем Е. Г. Телепнёв и вел переговоры. За время руководства Ефимом Григорьевичем Посольским приказом были приняты: посольство турецкого султана Мурада IV (осень 1627), стороны договорились о военных действиях против Польши и запорожских казаков, а в Константинополь было направлено ответное русское посольство (1628). Шведское посольство (март 1629), которые просили помощи «войсками и хлебом» против Цесаря (Германии) и польского короля. В Москву приезжал и французский посол (осень 1629), просивший свободный проезд французских купцов в Персию, через Россию. Во время руководства приказом неоднократно упоминался среди близких ко двору лиц, регулярно присутствовал за царским столом, упомянут в «Продажной книге» царского платья (1627).
Думный дьяк Казённого приказа (1630), упомянут в донесении шведского посла Антона Мониера королю Густаву Адольфу о переговорах в Москве по поводу закупки зерна, селитры и.т.п. (весна 1630).
Е. Г. Телепнёв был отставлен (лето 1630) и в Боярской книге над его именем стоит помета «138-го июля 22 день отставлен», лишён думного дьячества, подвергнут опале и направлен в ссылку в Пошехонья. Как бывший Думный дьяк, отправленный в ссылку, упомянут (ноябрь 1632). После смерти патриарха Филарета, он возвращён в Москву из ссылки (05 октября 1633), пожалован в московские дворяне и служил в этом чине до своей смерти (08 декабря 1636).

## Собственность
Ефим Григорьевич купил вотчину в Кашинском уезде у бояр И. Н. Романова и князя И. Б. Черкасского (1616/17).
По указу царя Михаила Фёдоровича (13 марта 1618), подтверждено владение вотчинами Ефимом Григорьевичем данные при царе Василии IV Ивановиче Шуйском за новгородскую службу и московское осадное сидение, в разных станах Ростовского уезда: село Халдеево (оставлено жене и дочери в качестве прожиточного поместья), деревня Глебово, половина деревни Дудинска, деревня Беменово (Безменцево), треть деревни Олебино с пустошами.

## Семья
- Жена: Мария (Марина) Андреевна Ефимова[6].
- Сын: Михаил — стряпчий (1618—1636).
- Сын: Иван — стряпчий (1625—1629), московский дворянин (1629), владелец вотчины отца село Халдеево (1646).
- Дочь: Анна — жена князя Ивана Григорьевича Ромодановского Меньшого[7], который в 1643 году получил за ней от тещи в приданое сельцо Котельники с пустошами в Московском уезде[6].